# Synotaxus
Synotaxus is een geslacht van spinnen uit de  familie van de Synotaxidae.

## Soorten
- Synotaxus bonaldoi Santos & Rheims, 2005
- Synotaxus brescoviti Santos & Rheims, 2005
- Synotaxus ecuadorensis Exline, 1950
- Synotaxus itabaiana Santos & Rheims, 2005
- Synotaxus leticia Exline & Levi, 1965
- Synotaxus longicaudatus (Keyserling, 1891)
- Synotaxus monoceros (Caporiacco, 1947)
- Synotaxus siolii Santos & Rheims, 2005
- Synotaxus turbinatus Simon, 1895
- Synotaxus waiwai Agnarsson, 2003